# Динамо (женский хоккейный клуб, Екатеринбург)
«Дина́мо» — женский хоккейный клуб из Екатеринбурга, участник чемпионата России среди женских команд сезона 2009/10.

## История
ЖХК «Динамо» из Екатеринбурга был создан в 2009 году при содействии областного совета общества «Динамо». Команда частично была сформирована из игроков «ХК Спартак-Меркурий» и ХК СКИФ. С того же года клуб включился в борьбу за призы чемпионата России. Домашние матчи команда проводила в Первоуральске. К сезону 2010/11 ФХР не допустила ХК «Динамо», так как клуб не предоставил необходимые документы для подписания договора с федерацией на участие в первенстве страны. Вместо «Динамо» в чемпионате принял участие ХК «Агидель» из Уфы.

## Статистика
| Сезон   | Место | И  | В  | ВО | ВБ | ПБ | ПО | П  | ЗШ | ПШ  | О  |
| ------- | ----- | -- | -- | -- | -- | -- | -- | -- | -- | --- | -- |
| 2009/10 | 4     | 30 | 11 | 0  | 1  | 0  | 2  | 16 | 85 | 158 | 37 |

Примечание: И — количество игр, В — выигрыши в основное время, ВО — выигрыши в овертайме, ВБ — выигрыши по буллитам, ПБ — поражения по буллитам, ПО — поражения в овертайме, П — поражения в основное время, ЗШ — забито шайб, ПШ — пропущено шайб, О — очки.

## Тренерский состав
- Главный тренер:  Мартьянов Олег
- Тренер:  Анисимов Андрей